# Schloss Bergtheim
Schloss Bergtheim ist ein Schloss in Bergtheim in der Gemeinde Gutenstetten im Landkreis Neustadt an der Aisch-Bad Windsheim (Mittelfranken, Bayern).

## Geschichte
1199 wurde Bergtheim, damals noch Bergere genannt, erstmals schriftlich erwähnt. 1502/06 wird in Bergtheim ein Adelssitz erwähnt. Der damalige Schlossherr war Christoph von Seckendorff. Um 1530/50 erfolgte der Verkauf an die Herren von Wirsberg. Nachfolgende Besitzer waren die Herren von Hohenlohe und die Herren von Castell. Im 17. Jahrhundert kam es zu  Errichtung des heutigen Baus. 1705 ging der Besitz an den castellischen Amtsvogt Kraußenberger über. Der Adelssitz hatte die Dorf- und Gemeindeherrschaft und die Grundherrschaft über alle Anwesen im Ort Bergtheim inne. Zu Beginn des 19. Jahrhunderts wurde das Schlossgut zerschlagen und an die ortsansässigen Bauern verteilt.

## Beschreibung
Das Baudenkmal ist Teil der Liste der Baudenkmäler in Gutenstetten (Akten-Nr. D-5-75-128-11). Die Beschreibung lautet:
Ehemals Sitz: Satteldachbau, verputztes Fachwerk, 17. Jahrhundert